# Marija Romanowna Sotskowa
Marija Romanowna Sotskowa (russisch Мария Романовна Сотскова; * 12. April 2000 in Reutow) ist eine ehemalige russische Eiskunstläuferin, die im Einzellauf startete.

## Sportliche Laufbahn
Sotskowa fing mit dreieinhalb Jahren mit dem Eiskunstlaufen an. In der Saison 2015/16 wurde sie Zweite beim Finale des Junioren-Grand-Prix in Barcelona. Im Oktober 2016 gewann sie in Bratislava das Ondrej Nepela Memorial. Bei den russischen Meisterschaften 2016/17 in Tscheljabinsk wurde Sotskowa Dritte.
Im Jahr 2020 erklärte sie ihren Rücktritt vom aktiven Wettkampf. In der Zeit zwischen ihrem letzten Wettkampf und dem offiziell verkündeten Karriereende kam es zu Unregelmäßigkeiten bei Dopingkontrollen, sodass die russische Anti-Doping-Agentur ein Ermittlungsverfahren gegen sie einleitete. Sollte eine Sperre verhängt werden, so hätte dies Auswirkungen auf eine eventuell angestrebte Trainerlaufbahn.
Das Exekutivkomitee des Russischen Eiskunstlaufverbands entschied sich nach der Entscheidung der RUSADA, Sotskowa vom April 2020 bis zum 5. April 2030 zu sperren.

## Ergebnisse
GP: Grand Prix; CS: Challenger Series; JGP: Junior Grand Prix
| International                     | International | International | International | International | International | International |
| Wettbewerb/Saison                 | 2012–13       | 2013–14       | 2014–15       | 2015–16       | 2016–17       | 2017–18       |
| --------------------------------- | ------------- | ------------- | ------------- | ------------- | ------------- | ------------- |
| Olympische Winterspiele           |               |               |               |               |               | 8.            |
| Weltmeisterschaften               |               |               |               |               | 8.            |               |
| Europameisterschaften             |               |               |               |               | 4.            | 4.            |
| GP Finale                         |               |               |               |               | 5.            | 2.            |
| GP NHK Trophy                     |               |               |               |               | 3.            |               |
| GP Skate Canada                   |               |               |               |               |               | 2.            |
| GP Frankreich                     |               |               |               |               | 2.            | 2.            |
| CS Finlandia Trophy               |               |               |               |               |               | 1.            |
| CS Nepela Memorial                |               |               |               |               | 1.            |               |
| CS Tallinn Trophy                 |               |               |               | 1.            |               |               |
| International: Junioren           |               |               |               |               |               |               |
| Juniorenweltmeisterschaften       |               |               | 5.            | 2.            |               |               |
| Juniorenolympiade                 |               |               |               | 2.            |               |               |
| JGP Finale                        |               | 1.            | 4.            | 2.            |               |               |
| JGP Österreich                    |               |               |               | 1.            |               |               |
| JGP Slowenien                     |               |               | 1.            |               |               |               |
| JGP Tschechien                    |               | 2.            |               |               |               |               |
| JGP Estonien                      |               |               | 2.            |               |               |               |
| JGP Estland                       |               | 2.            |               | 1.            |               |               |
| National                          |               |               |               |               |               |               |
| Russische Meisterschaften         |               |               | 6.            | 5.            | 3.            | 2.            |
| Russische Juniorenmeisterschaften | 3.            | 2.            | 2.            | 2.            |               |               |